# シスターズ・オブ・アヴァロン
『シスターズ・オブ・アヴァロン』（Sisters of Avalon）は、シンディ・ローパーが1996年にリリースした5枚目のスタジオ・アルバム。発売元はエピック・レコード。

## 概要
シンディがほとんどの曲をバンドメンバーと共作した意欲作。日本先行発売。海外では翌年にリリースされた。

## 収録曲
| #   | タイトル                                 | 作詞 | 作曲・編曲 | 時間 |
| --- | ---------------------------------------- | ---- | ---------- | ---- |
| 1.  | 「シスターズ・オブ・アヴァロン」         |      |            | 4:20 |
| 2.  | 「バラード・オブ・クレオ&ジョー」        |      |            | 4:00 |
| 3.  | 「フォール・イントゥ・ユア・ドリーム」   |      |            | 4:45 |
| 4.  | 「ユー・ドント・ノウ」                   |      |            | 5:14 |
| 5.  | 「ラヴ・トゥ・ヘイト」                   |      |            | 3:25 |
| 6.  | 「ホット・ゲッツ・ア・リトル・コールド」 |      |            | 3:37 |
| 7.  | 「アンフック・ザ・スターズ」             |      |            | 3:56 |
| 8.  | 「サーチング」                           |      |            | 4:35 |
| 9.  | 「セイ・ア・プレイヤー」                 |      |            | 4:53 |
| 10. | 「マザー」                               |      |            | 4:44 |
| 11. | 「フィアレス」                           |      |            | 3:38 |
| 12. | 「ブリムストーン・アンド・ファイア」     |      |            | 3:35 |
| 13. | 「アーリー・クリスマス・モーニング」     |      |            | 5:07 |